# Grad Snežnik
Grad Snežnik je grad na jugozahodnem delu loškega polja blizu kraja Kozarišče v občini Loška Dolina.

## Zgodovina gradu
Grad Snežnik stoji pod istoimensko goro Snežnik. Zgodovina gradu sega verjetno kar v 11. stoletje, ko so oblast nad Loško dolino prevzeli oglejski patriarhi, ki so z gradnjo trdnjav želeli zavarovati pomembne prometne poti. Takšna pot je potekala tudi čez snežniške gozdove proti Istri in Kvarnerju. Prvotno podobo gradu (takrat še trdnjave) naj bi tako sestavljala dva vzporedna stolpa, povezana s hodnikom, obdajalo pa ju je visoko obzidje, okrog katerega je bil skopan še globok obrambni jarek. Grad se v arhivskih virih prvič omenja leta 1269 v zvezi z gospodi Snežniškimi (Schnebergi), in sicer z navedbo Majnharda Snežniškega (Meynardus de Sneperch). Snežniškim so nato v 700 letni zgodovini na gradu sledili še gospodje Rauberji, Lambergi, Eggenbergi, Auerspergi, Lichtenbergi idr., in ne nazadnje Schönburg-Waldenburgi. Grad stoji v bližini nekdanje rimske postojanke v Šmarati, od koder so, v času zadnje knežje družine Schönburg-Waldenburg (1853-1945), prenesli nagrobnike in jih vzidali v zidove v notranjosti gradu. V istem obdobju, torej v drugi polovici 19. stoletja, sta bili njegova notranjost in zunanjost močno predelani. Iz tega obdobja je večina grajskega pohištva, prav tako grajski park z oblikovanimi prvinami krajinskega sloga, ki se je tedaj začel uveljavljati tudi na Slovenskem. Osnovno kompozicijo oblikujejo štirivrstni ter številni dvovrstni kostanjevi in lipovi drevoredi ob poteh do gradu, med njimi so jase ter sprehajalne in jezdne poti. Tik ob gradu sta dve umetni jezerci, ki ju napajata izvira Obrh in Brezno.
V letih 1867-1875 je v grajski pristavi delovala tudi prva slovenska gozdarska šola, ki je vzgajala kadre za gospodarjenje z gozdovi, in katere pokrovitelj je bil tedanji lastnik gradu Jurij Schönburg-Waldenburg. Po drugi svetovni vojni je bilo posestvo Snežnik nacionalizirano in je kot lovska postojanka pripadlo državnemu protokolu. Grad je od leta 1983 kot muzej dostopen tudi javnosti. Od 80. let dvajsetega stoletja se na Gradu Snežnik izvajajo tudi številne civilne poroke.
Grad je bil v obdobju od oktobra 2005 do junija 2008 tudi uspešno prenovljen. Danes pa z gradom upravlja Narodni muzej Slovenije.

## Galerija
- Grad Snežnik
- Grad Snežnik
- Grad Snežnik pozimi
- V okolici Gradu Snežnik so jezdne poti